# Audio signal processing
L'Audio Signal Processing (Processamento di Segnali Audio), talvolta conosciuto semplicemente come Audio Processing, è la tecnica che descrive il processo di elaborazione numerica (ovvero digitale) dei segnali audio a partire dalla loro forma analogica e viceversa. In alcuni contesti, viene interpretata anche come il processo di manipolazione degli stessi.
L'Audio Signal Processing è stato introdotto con i primi sistemi Radio Broadcasting a partire dagli anni '80, quando la comunicazione digitale prese il sopravvento su quella analogica.

## Segnali audio analogici
Per segnale audio analogico, si intende un segnale variabile continuo (e non discretizzato) che è la rappresentazione di un segnale acustico, ovvero dell'informazione sonora che si propaga mediante la compressione e la rarefazione dell'aria.

## Segnali audio digitali
Un segnale digitale è definito come la forma numerica (quindi digitale e discreta) del segnale, ottenuto mediante un'operazione di conversione da analogico a digitale, ovvero attraverso le fasi di campionamento e quantizzazione, oppure direttamente da sintesi digitale.
Per realizzare queste operazioni di conversione vengono utilizzati convertitori A/D e D/A.

## Applicazioni ASP
L'Audio Signal Processing viene utilizzato in numerosi contesti applicativi. Tra questi, il riconoscimento vocale, la sintesi vocale, la compressione dei dati, la trasmissione dei dati audio su reti di comunicazione (VoIP), la sintesi del suono etc.
Uno dei contesti in cui l'ASP riveste un ruolo d'eccezione è l'Audio Broadcasting, utilizzata per applicazioni di diffusione multipla del segnale audio verso terminali o sistemi remoti (attraverso l'uso di middleware come mixers o routers).
Oggi la diffusione avviene direttamente in digitale, e pertanto si parla di DAB, Digital Audio Broadcasting, la cui maggiore applicazione è relativa alle moderne trasmissioni radiofoniche.
Le unità di elaborazione audio (APU) hanno una serie di compiti fondamentali quali:
- Prevenire la sovramodulazione e renderla minima quando occorre.
- Aggiustare la potenza del segnale per poterlo elaborare.
- Correggere eventuali errori
- Compensare i trasmettitori non-lineari